# Denis de la Reussille

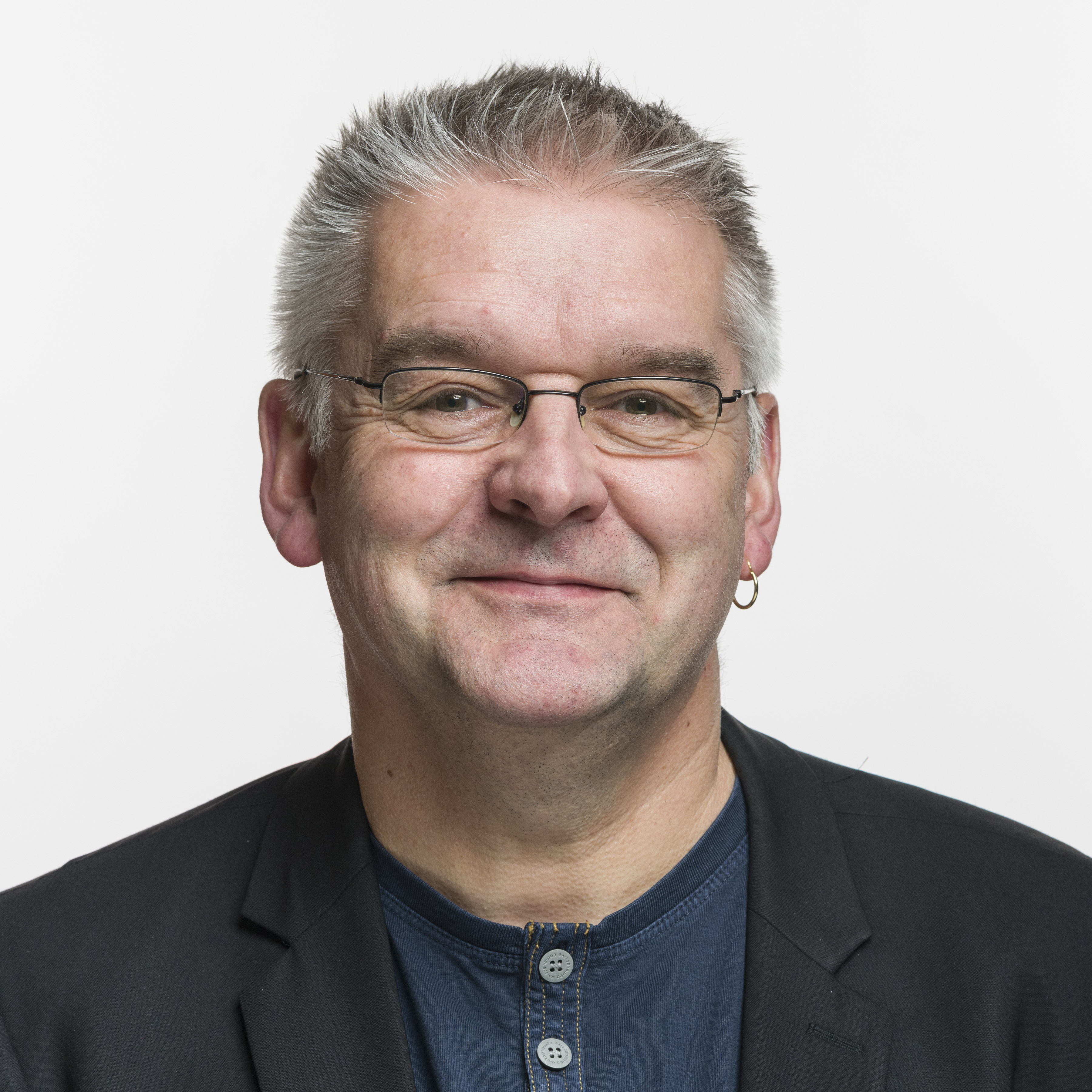
Offizielles Porträt (2019)

Denis de la Reussille (* 24. Oktober 1960 in La Chaux-de-Fonds, heimatberechtigt in Tramelan) ist ein Schweizer Politiker (PdA). Von 2015 bis 2023 war er Nationalrat, von 2000 bis 2016 und im Amtsjahr 2019/2020 war er Stadtpräsident von Le Locle.

## Leben
De la Reussille absolvierte in La Chaux-de-Fonds eine Lehre als kaufmännischer Angestellter. 1986 zog er nach Le Locle, wo er für den Fussballclub FC Le Locle in der Nationalliga B und der 1. Liga spielte. Er ist verheiratet und Vater von zwei Söhnen.

## Politik
1996 wurde er für die PdA in den Gemeinderat (Exekutive) von Le Locle gewählt, dem er bis 2023 angehörte. Von 2000 bis 2016 und im Amtsjahr 2019/2020 war er Stadtpräsident von Le Locle. 1997 wurde er in den Grossen Rat des Kantons Neuenburg gewählt. Bei den eidgenössischen Wahlen 2015 wurde er als einziges PdA-Mitglied in den Nationalrat gewählt, worauf er sein Grossratsmandat abgab. Er trat als Nationalrat der Fraktion der Grünen Partei (G) bei. Bei den Nationalratswahlen 2019 wurde er in seinem Amt bestätigt. Bei den Wahlen 2023 wurde er nicht wiedergewählt, die PdA verlor ihren letzten Sitz an Didier Calame von der SVP.